# Glen Whisby
Glen Whisby Jr  (Chicago, Illinois, 29 de junio de 1972-22 de septiembre de 2017) fue un baloncestista estadounidense.

## Trayectoria
- 1991-1995 University of Southern Mississippi
- 1995-1996 Gijón Baloncesto.
- 1996-1997 Estudiantes
- 1998-1999 Polti Cantú
- 1999-2000 Gijón Baloncesto
- 1999-2000 Aurora Jesi
- 2000-2001 Unics Kazán
- 2001-2002 Fenerbahce Estambul
- 2002-2003 Polonia Warszawa
- 2002-2003 JDA Dijon
- 2003-2004 Tuborg Izmir
- 2004-2005 Carife Ferrara
- 2005-2006 Galatasaray Café Crown
- 2006-2007 Hyeres-Toulon Var Basket
- 2007-2008 Skanska Pezinok
- 2008-2009 AB Cosmetics Pezinok